# Kabinda (prowincja)
Kabinda (port. Cabinda) – stanowiąca eksklawę prowincja Angoli. Jest oddzielona od głównej części państwa przez terytorium Demokratycznej Republiki Konga.
Kabinda graniczy z tym państwem od południa i wschodu, od północy sąsiaduje z Kongiem, a od zachodu oblewana jest przez wody Oceanu Atlantyckiego. Jej linia brzegowa rozciąga się na 90 km.
Ropa naftowa stanowi najważniejszy eksportowany produkt w Kabindzie. Produkcja drewna, oleju palmowego, kakao i kawy utraciły swoje znaczenie od czasu powstania lokalnego przemysłu naftowego. Kabinda to główne miasto i port naftowy na prawym brzegu rzeki Bele.

## Historia
Portugalscy odkrywcy, misjonarze i kupcy przybywali do ujścia rzeki Kongo już w połowie XV wieku. Nawiązali oni kontakty z potężnym królem Konga, nazywanym manikongo, który kontrolował m.in. niewielkie królestwa na terenie dzisiejszej Kabindy. Na przestrzeni lat swoje placówki handlowe zbudowali tutaj Portugalczycy, Holendrzy i Anglicy. Wkrótce doszło też do konfliktów między kolonialnymi imperiami.
Ostatecznie terytorium to stanowiło część portugalskiej kolonii Angola. Do drugiej połowy XIX wieku było ono jeszcze fizycznie połączone z resztą Angoli. Konferencja w Berlinie w 1885 zdecydowała o poszerzeniu terytorium Wolnego Państwa Kongo o ujście rzeki Kongo, oddzielając tym samym terytorium Kabindy.
1 sierpnia 1975 Kabinda ogłosiła niepodległość od Portugalii. Prezydentem kraju został Luiz Branque Franque. W listopadzie 1975 Kabindę zajęły wojska Angoli i Kuby. Od tego czasu działa tutaj ruch wyzwoleńczy pod nazwą Front Wyzwolenia Enklawy Kabindy.
8 stycznia 2010 roku na terytorium Kabindy, przy granicy z Demokratyczną Republiką Konga, kabindyjscy separatyści ostrzelali autokar wiozący reprezentację piłkarską Togo na Puchar Narodów Afryki. W ataku zginął II trener reprezentacji Togo, jej rzecznik prasowy oraz kierowca autokaru. Rannych zostało kilku zawodników, m.in. drugi bramkarz reprezentacji.